# 本多重信
本多 重信（ほんだ しげのぶ）は、江戸時代中期の越前国丸岡藩の世嗣。

## 略歴
3代藩主・本多重昭の次男として誕生。
嫡子のなかった兄で4代藩主・本多重益の養子となる。これには、暗愚な重益を隠居させ重信を擁立しようとした丸岡藩家臣太田又八の策略があった。しかし、元禄2年（1689年）に重信は早世した。その後、分家の重修が養子となるが、家臣団は二つに分裂し、藩内抗争は激化していくこととなる。